# Acroneuria flinti
Acroneuria flinti är en bäcksländeart som beskrevs av Bill P.Stark och Gaufin 1976. Acroneuria flinti ingår i släktet Acroneuria och familjen jättebäcksländor. Inga underarter finns listade i Catalogue of Life.